# Ceratopetalum gummiferum
Ceratopetalum gummiferum là một loài thực vật có hoa trong họ Cunoniaceae. Loài này được Sm. mô tả khoa học đầu tiên năm 1793.